# Rabování

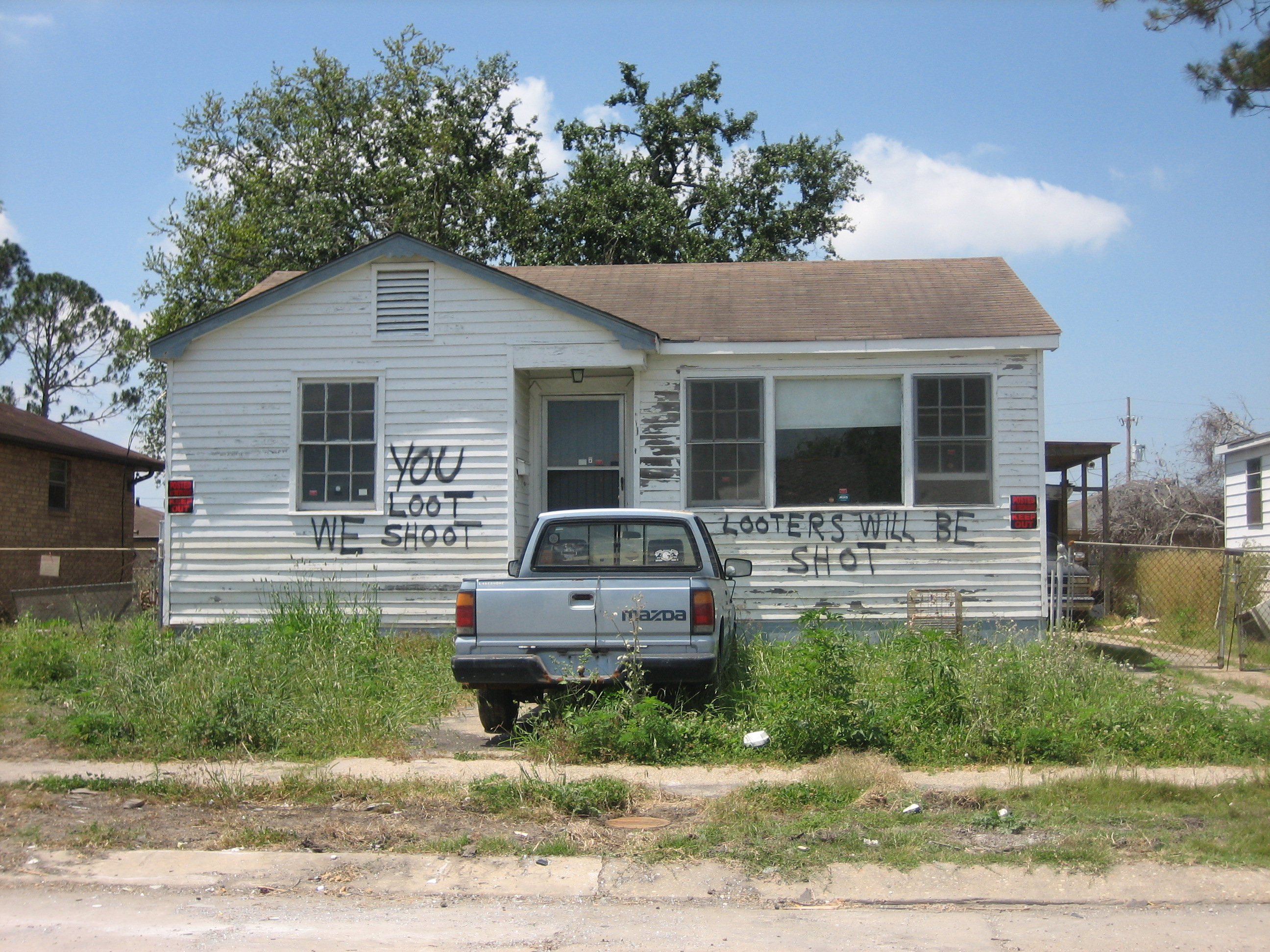
Nápis na domě říká: Vy rabujete, my střílíme. Jeden ze způsobů obrany majetku v New Orleans v USA.

Rabování je nekontrolované braní cizích věcí a zboží během katastrofické události či občanských nepokojů včetně války v období anarchie, kdy státní složky dohlížející na pořádek nejsou schopny nebo ochotny zasáhnout, popřípadě mají rozkaz nezasahovat. Dopouští se ho buď jednotlivé osoby či větší počet lidí, někdy i organizovaných, případně také armádní či politické jednotky. Jedná se o speciální formu krádeže, která je prováděna v čase nouze, při snížené obranyschopnosti napadených majitelů. Účel rabování může být stejný jako u běžné krádeže (nezákonné sebeobohacování), může jít ale i o získání základních komodit pro přežití.
Společnost se proti rabování chrání přísnými tresty, které jsou udělovány osobám, které jsou z rabování usvědčeny. Bývají výrazně přísnější než tresty za krádež v běžných podmínkách, ve stavu nejvyšší nouze je někdy vyhlášen i trest smrti za rabování.
V historii bylo rabování spojeno s válečným obdobím, kdy se postupující armády dopouštěly rabování na obyvatelstvu zemí, přes které táhly. Jejich účelem bylo obohatit se nad rámec svého žoldu. Rabování bylo někdy používáno vojevůdci jako forma kolektivního trestu pro obyvatelstvo nebo odměny pro armádu či jako způsob znehodnocení území při ústupu vlastní armády. V mnoha starověkých a středověkých bitvách neukázněnost vítězící armády, která se nechala příliš brzy strhnout k rabování, vedla nakonec ke ztrátě vyhrané bitvy (viz např. bitva u Näfels).

## Moderní rabování
Několik málo případů rabování bylo zaznamenáno při povodních v České republice v polovině srpna 2002, zejména v některých pražských čtvrtích.
Známé rabování proběhlo na Slovensku v roce 2004, kdy romští občané začali rabovat supermarkety jako reakci na snížení sociálních dávek. Obhajovali se tím, že rabují proto, aby zabezpečili jídlem rodiny.
V roce 2005 proběhlo masivní rabování obchodů v americkém městě New Orleans zasaženém hurikánem Katrina, kde převážně chudé afroamerické obyvatelstvo začalo využívat nefunkčnosti státních složek.

### Ruská invaze na Ukrajinu
Během ruského útoku na Ukrajinu v roce 2022 byly zaznamenány případy rabování, zejména potravinářských i jiných obchodů, ale také soukromých obydlí, příslušníky Ozbrojených sil Ruské federace. Rabování se ruští vojáci dopustili například v souvislosti s masakrem v Buči. Moskevský deník The Moscow Times s odvoláním na nezávislý zpravodajský server MediaZona uvedl, že ruští vojáci z Ukrajiny mezi únorem a květnem 2022 odeslali do svých domovů zásilky o hmotnosti nejméně 58 tun.

### Izraelská invaze do Pásma Gazy
Během války v Pásmu Gazy izraelští vojáci drancovali palestinské domy a údajně si brali „vše, co je snadno dostupné“. Dne 21. února 2024 prohlásila generální vojenská prokurátorka IOS Jifat Tomerová-Jerušalmi, že některé činy vojáků – včetně rabování a odebírání soukromého majetku – „překročily hranici trestního práva“. Tomerová-Jerušalmi uvedla, že takové případy jsou vyšetřovány. Rada pro americko-islámské vztahy označila rabování za válečný zločin a požadovala, aby je Bidenova administrativa je odsoudila.